# Округ Френклин (Њујорк)
Округ Френклин (енгл. Franklin County) је округ у америчкој савезној држави Њујорк. По попису из 2010. године број становника је 51.599.

## Демографија
Према попису становништва из 2010. у округу је живело 51.599 становника, што је 465 (0,9%) становника више него 2000. године.
| Група             | 2000.          | 2010.          |
| Белци             | 42.233 (82,6%) | 42.640 (82,6%) |
| Афроамериканци    | 3.389 (6,6%)   | 3.127 (6,1%)   |
| Азијати           | 194 (0,4%)     | 219 (0,4%)     |
| Хиспаноамериканци | 2.053 (4,0%)   | 1.506 (2,9%)   |
| Укупно            | 51.134         | 51.599         |